# Henga el Cazador
Henga el Cazador es una historieta argentina creada en 1974, con guion de Ray Collins (seudónimo del escritor Eugenio Juan Zappietro) y dibujos de Juan Zanotto. Se publicó por primera vez en la revista argentina Skorpio. Internacionalmente es conocida como Yor the Hunter.

## Argumento
La saga está ambientada al comienzo de la Edad Neolítica, girando en torno a los misteriosos orígenes del personaje principal, un cazador joven y la mítica Atlántida.
El mundo en el que vive Henga es una mezcla de tribus y animales prehistóricos (incluyendo dinosaurios y otros monstruos) y temas ciencia ficción, en particular los últimos supervivientes de una civilización muy avanzada que está al borde de la extinción.
Durante la serie, Hor, el hijo de Henga y también un joven guerrero, es presentado.

## Traducción y adaptación
La historieta apareció en la revista italiana Lanciostory comenzando con su primer número (#0) en 1975. La película italiana de 1983 Yor, el Cazador del Futuro se basó en el cómic.